# Common Terminology Criteria for Adverse Events
Bei den Common Terminology Criteria of Adverse Events (CTCAE; deutsch Allgemeine Terminologiekriterien von unerwünschten Ereignissen), vormals Common Toxicity Criteria (CTC; deutsch Allgemeine Toxizitätskriterien), handelt es sich um eine systematische Einteilung von unerwünschten Ereignissen in der Medizin.
Die CTCAE unterteilen unerwünschte Ereignisse in fünf Schweregrade:
- Grad 1: Leicht (mild); asymptomatisch oder milde Symptome; nur klinische oder diagnostische Beobachtungen; Intervention nicht indiziert.
- Grad 2: Mittelschwer (moderate); minimale, lokale oder nichtinvasive Intervention indiziert; Einschränkung altersentsprechender instrumenteller Aktivitäten des täglichen Lebens.[1]
- Grad 3: Schwer (severe); medizinisch signifikant, aber nicht unmittelbar lebensbedrohlich; stationäre Aufnahme oder Verlängerung der stationären Behandlung indiziert; behindernd; Einschränkung von Aktivitäten des täglichen Lebens zur Selbstversorgung.[2]
- Grad 4: Lebensbedrohlich (life-threatening); dringende Intervention indiziert.
- Grad 5: Tod im Zusammenhang mit unerwünschtem Ereignis.

Ab Grad 3 spricht man von einem „schweren unerwünschten Ereignis“ (engl. severe adverse event). Davon abzugrenzen ist der verwandte, jedoch nicht gleichbedeutende Begriff „schwerwiegendes unerwünschtes Ereignis“ (engl. serious adverse event).
Die Tabelle zeigt einige Beispiele für unerwünschte Ereignisse verschiedener CTCAE-Grade.
| Kriterium    | Grad 0           | Grad 1 leicht                               | Grad 2 mittelschwer                   | Grad 3 schwer                            | Grad 4 lebensbedrohlich        | Grad 5 Tod |
| ------------ | ---------------- | ------------------------------------------- | ------------------------------------- | ---------------------------------------- | ------------------------------ | ---------- |
| Neutrophile  | ≥2,0 · 109/dm³   | 1,5-<2,0 · 109/dm³                          | 1,0-<1,5 · 109/dm³                    | 0,5-<1,0 · 109/dm³                       | <0,5 · 109/dm³                 | –          |
| Thrombozyten | ≥100.000/µl      | 75.000-99.999/µl                            | 50.000-74.999/µl                      | 25.000-49.999/µl                         | <25.000/µl                     | –          |
| Übelkeit     | keine Übelkeit   | etwas, Nahrungsaufnahme nicht eingeschränkt | mäßig, Nahrungsaufnahme eingeschränkt | stark, keine Nahrungsaufnahme            | –                              | –          |
| Erbrechen    | kein Erbrechen   | 1-2x/d                                      | 3-5x/d                                | ≥6x/d                                    | lebensbedrohlich               | –          |
| Durchfall    | kein Durchfall   | 2-3x/d                                      | 3-6x/d oder mäßige Krämpfe            | 7-9x/d oder schwere Krämpfe, Inkontinenz | >9x/d oder blutig              | –          |
| Stomatitis   | keine Stomatitis | Erytheme, schmerzlose Erosionen             | Ulcera, feste Nahrung möglich         | Ulcera, flüssige Nahrung                 | keine Nahrungsaufnahme möglich | –          |
| Haarausfall  | kein Haarausfall | milder Haarausfall                          | ausgeprägter Haarausfall              | –                                        | –                              | –          |